# Ectadiophatnus tachardiae
Ectadiophatnus tachardiae är en stekelart som beskrevs av Cameron 1913. Ectadiophatnus tachardiae ingår i släktet Ectadiophatnus och familjen bracksteklar. Inga underarter finns listade i Catalogue of Life.